# Eptesicus diminutus
Eptesicus diminutus (Osgood, 1915) è un pipistrello della famiglia dei Vespertilionidi diffuso nell'America meridionale.

## Descrizione

### Dimensioni
Pipistrello di piccole dimensioni, con la lunghezza totale tra 81 e 91 mm, la lunghezza dell'avambraccio tra 32,1 e 34,8 mm, la lunghezza della coda tra 32 e 37 mm, la lunghezza delle orecchie tra 13,3 e 14,6 mm.

### Aspetto
La pelliccia è corta. Le parti dorsali sono bruno-rossastre con la base dei peli nerastra, mentre le parti ventrali sono bianco-giallastre. Il muso è largo, con due masse ghiandolari sui lati. Gli occhi sono piccoli. Le orecchie sono triangolari, con l'estremità arrotondata e ben separate tra loro. Il trago è lungo ed appuntito. Le ali sono attaccate posteriormente alla base delle dita dei piedi. La punta della lunga coda si estende leggermente oltre l'ampio uropatagio. Il calcar è carenato. Il cariotipo è 2n=50 FNa=48.

## Biologia

### Alimentazione
Si nutre di insetti.

## Distribuzione e habitat
Questa specie è diffusa in maniera disgiunta nel Venezuela e dal Brasile e Paraguay orientali fino all'Uruguay e l'Argentina centrale.
Vive in zone aperte, foreste secche e sub-tropicali ed aree urbane e suburbane.

## Tassonomia
Sono state riconosciute 2 sottospecie:
- E.d.diminutus: Venezuela, Brasile orientale;
- E.d.fidelis (Thomas, 1920): Brasile meridionale, Paraguay orientale, Uruguay occidentale e Argentina settentrionale.

## Conservazione
La IUCN Red List, considerata l'incertezza sul suo stato tassonomico, classifica E.diminutus come specie con dati insufficienti (DD).